# Magnetometr transduktorowy

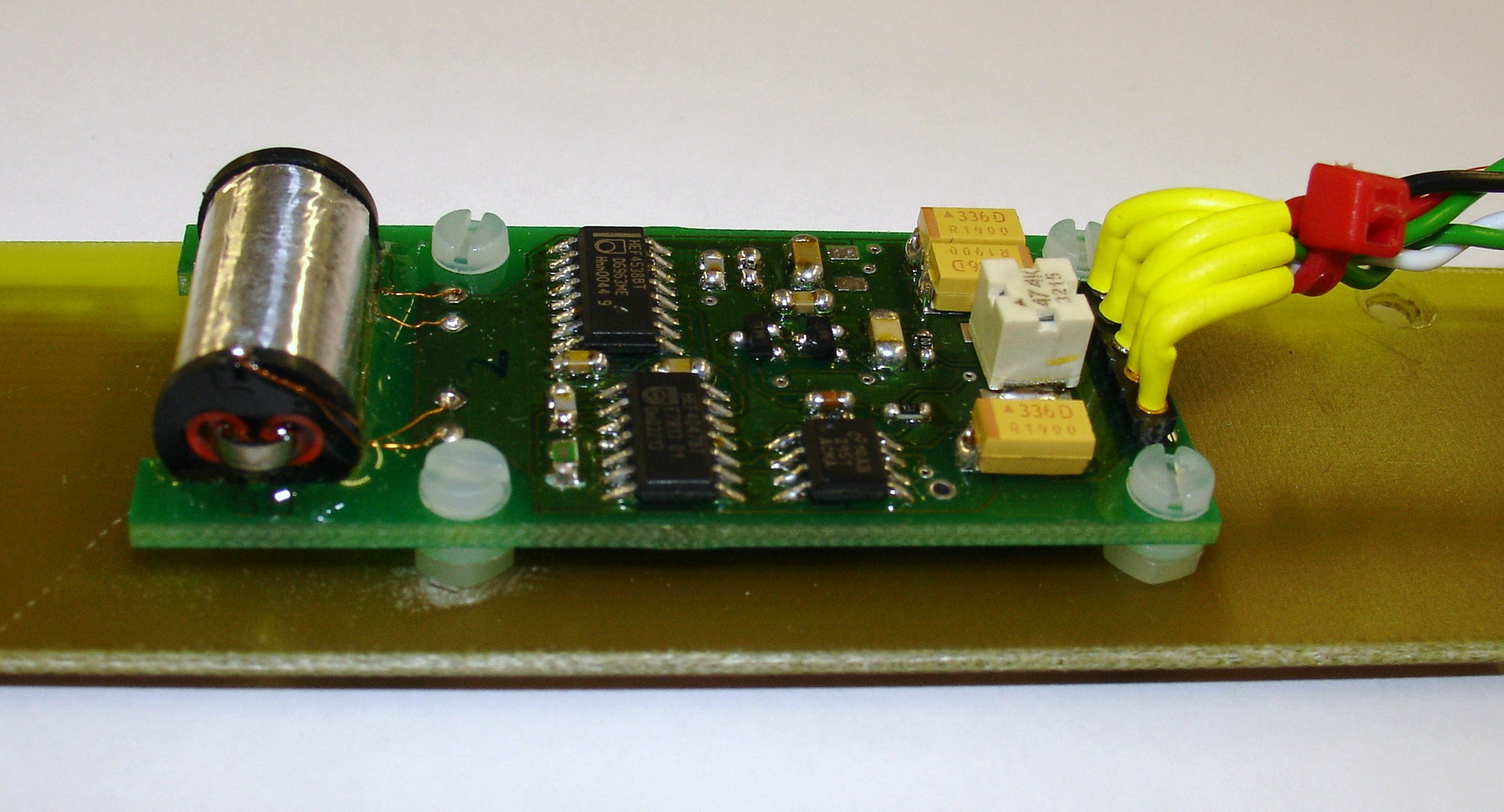
Magnetometr transduktorowy (długość cewki ok. 10 mm)

Magnetometr transduktorowy – rodzaj magnetometru, w którym pomiar pola magnetycznego odbywa się przy wykorzystaniu zjawiska nasycenia rdzenia magnetycznego, czyli indukcji magnetycznej oraz analizie drugiej harmonicznej. Przyrząd stosowany jest głównie do pomiaru pola magnetycznego stałego, w zależności od wykonania możliwy jest pomiar indukcji rzędu 0,1 nT. Efekt wykorzystał po raz pierwszy niemiecki fizyk Friedrich Förster w 1937 roku. Przyrządy te znalazły zastosowanie m.in. w archeologii (wykrywanie metali), defektoskopii, diagnostyce i innych.

## Zasada działania
Zjawisko indukcji elektromagnetycznej powoduje indukowanie się napięcia w cewce, która wytwarza zmienną indukcję magnetyczną zależną od pola magnetycznego. Duże wartości przenikalności rdzeni magnetycznych powodują "wzmacnianie" indukcji wewnątrz cewki. Dla dużych wartości pola następuje nasycenie magnetyczne, co wprowadza nieliniowość i ogranicza zakres pracy magnetometrów opartych na bezpośrednim związku pola magnetycznego i wartości indukowanego napięcia.
W przypadku bardzo dużych sinusoidalnie zmiennych pól magnetycznych następuje nasycenie rdzenia i na wyjściu cewki generują się symetryczne dodatnie i ujemne impulsy. Z uwagi na ich symetryczność sygnał taki zawiera tylko nieparzyste harmoniczne (przy analizie transformatą Fouriera). Jeśli w takim układzie pojawi się składowa stała pola magnetycznego, to spowoduje ona niesymetryczne magnesowanie i nasycanie rdzenia. Wówczas również zostaje zakłócona symetryczność impulsów napięcia generowanych na wyjściu cewki i pojawienie się parzystych harmonicznych.
W praktyce wykorzystuje się głównie drugą harmoniczną, której amplituda jest proporcjonalna do składowej stałej pola magnetycznego. Stosuje się więc odpowiednie elektroniczne układy filtrujące, których zadaniem jest pomiar wartości skutecznej napięcia drugiej harmonicznej i odpowiednie wyprowadzenie tej informacji na przykład w postaci proporcjonalnego napięcia stałego. Może to być na przykład wartość 1 V na 1 mT mierzonej wartości stałej indukcji magnetycznej.

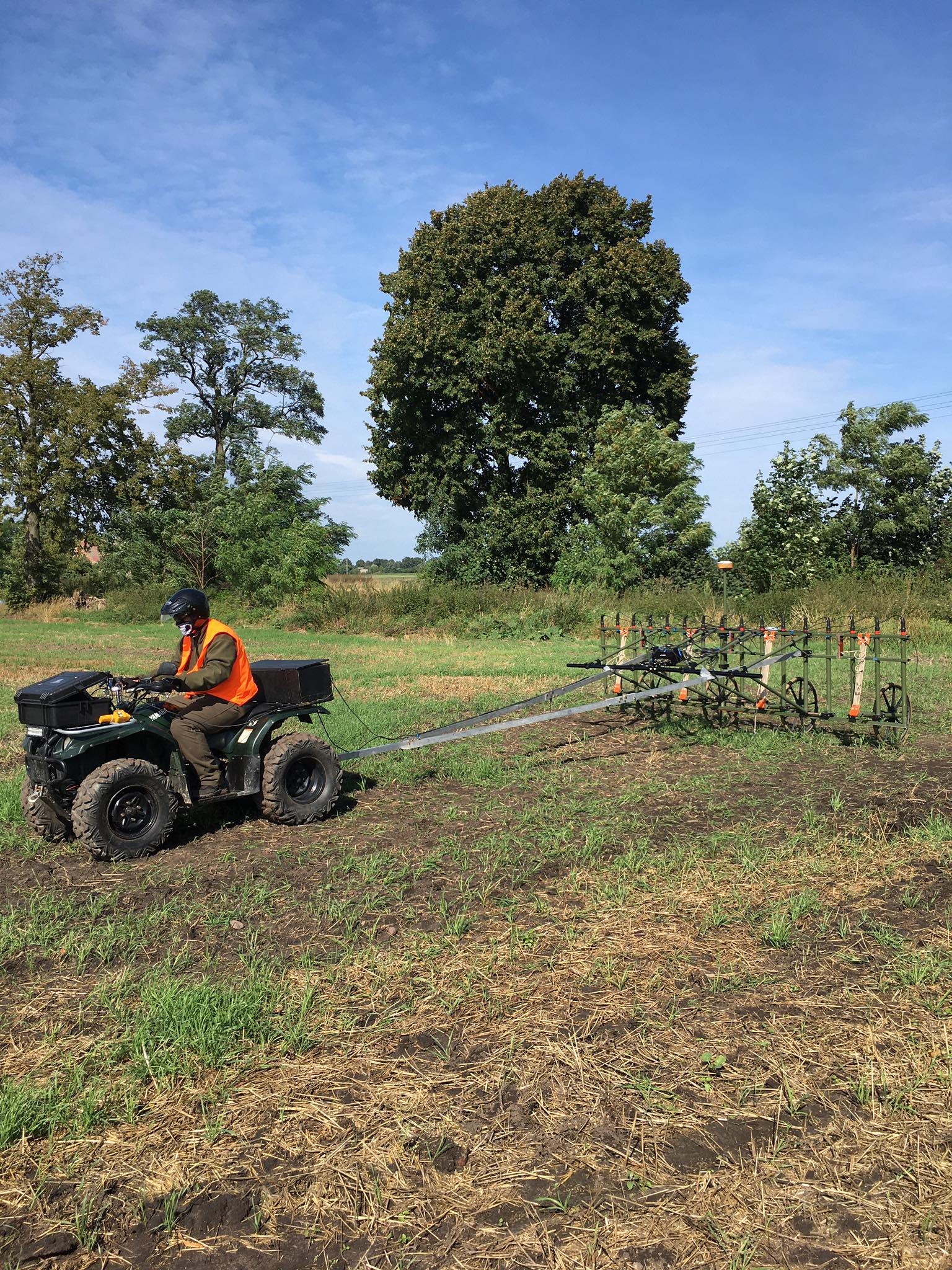
Badania magnetometrem transduktorowym na Kujawach w sierpniu 2021

## Czułość i zastosowanie
Magnetometry transduktorowe są przeznaczone głównie do pomiaru stałej indukcji magnetycznej, ale spotyka się również konstrukcje do pomiaru zmiennych pól (np. o częstotliwości 50 Hz).
Istnieje wiele typów odmian tych magnetometrów. Ich konstrukcja różni się przede wszystkim kształtem rdzenia magnetycznego, ilością cewek zasilających i pomiarowych, rodzajem materiału magnetycznego i przetwarzającego układu elektronicznego. Wszystkie działają na tej samej zasadzie nasycania rdzenia i niesymetryczności generowanych impulsów.
Należą do tanich i bardzo czułych przyrządów pomiarowych. Mogą być używane w temperaturze pokojowej.
Czułością ustępują jedynie magnetometrom typu SQUID, które wykorzystują zjawisko nadprzewodnictwa, muszą być używane w niskich temperaturach i z tego powodu są droższe.
Zakres pomiarowy komercyjnie dostępnych magnetometrów waha się od 1 nT do 1 mT.